# 市村陽典
市村 陽典（いちむら ようすけ、1951年1月19日 - ）は、日本の裁判官、弁護士。東京高等裁判所部総括判事、仙台高等裁判所長官を経て、初代行政不服審査会会長。

## 人物
茨城県土浦市出身。茨城県立土浦第一高等学校、一橋大学法学部卒業。旧司法試験合格。一橋大学基督教青年会一橋寮出身で、寮の同期に鈴木望（政治家、元衆議院議員、元磐田市長）、阿久戸光晴（牧師、元聖学院大学学長）などがいた。東京高等裁判所部総括判事、仙台高等裁判所長官、行政不服審査会会長等を歴任。最高裁判所事務総局行政局付を務めるなど行政訴訟を多く担当、内閣司法制度改革推進本部行政訴訟検討会委員として行政事件訴訟法の改正にもあたった。

## 経歴
- 1973年 - 旧司法試験合格
- 1974年 - 司法修習（28期、横浜）
- 1976年4月9日 - 東京地方裁判所判事補
- 1979年4月9日 - 東京地方裁判所判事補・東京簡易裁判所判事
- 1980年4月1日 - 松江地方裁判所・松江家庭裁判所判事補・松江簡易裁判所判事
- 1983年4月1日 - 最高裁判所事務総局行政局付（東京地方裁判所判事補・東京簡易裁判所判事）
- 1985年4月1日 - 東京地方裁判所判事補・東京簡易裁判所判事
- 1986年4月1日 - 高松地方裁判所判事補・高松簡易裁判所判事
- 1986年4月9日 - 高松地方裁判所判事
- 1990年4月1日 - 東京地方裁判所判事
- 1993年4月1日 - 金沢地方裁判所・金沢家庭裁判所部総括判事・金沢簡易裁判所判事
- 1997年4月1日 - 東京地方裁判所部総括判事
- 2002年2月 - 内閣司法制度改革推進本部行政訴訟検討会委員[5]
- 2005年 - 検察官・公証人特別任用等審査会試験委員（検察官特別考試担当）
- 2009年4月20日 - 水戸地方裁判所所長
- 2010年7月7日 - 東京高等裁判所部総括判事
- 2013年6月17日 - 横浜地方裁判所所長
- 2015年4月2日 - 仙台高等裁判所長官
- 2016年1月19日 - 定年退官
- 2016年4月 - 総務省行政不服審査会会長（常勤）[6][7]
- 2019年4月 - 総務省行政不服審査会参与[5]
- 2019年6月 - ロッテ取締役[8]
- 2019年12月 - 弁護士登録（第一東京弁護士会）、あさひ法律事務所オブカウンセル[5]
- 2020年3月 - 藤田観光補欠監査役[9]
- 2021年4月 - 瑞宝重光章受章[10]。

## 判決
- 在外日本人選挙権訴訟1審に、裁判長として却下・棄却の判決をした。
- 国立マンション訴訟行政訴訟部分の1審を担当[4]。

## 著作
- 「新行政事件訴訟法の解釈」『判例タイムズ』55巻、2004年
- 「行政事件訴訟法の改正と訴訟実務」『法律のひろば』57巻、2004年
- 「行政事件訴訟法の改正と裁判実務」『判例時報』1877号、2005年
- 「訴訟類型」園部逸夫・芝池義一『改正行政事件訴訟法の理論と実務』ぎょうせい、2006年
- 『会社法大系』（江頭憲治郎、門口正人、西岡清一郎、相澤哲、河和哲雄と共編）青林書院、2008年
- 『条解行政事件訴訟法[第4版]』（南博方・高橋滋・山本隆司と共編）弘文堂、2014年